# Dachgeschossausbau
Unter Dachgeschossausbau (österr.: Dachbodenausbau) versteht man die Umnutzung von Dachböden zu Wohnzwecken. Während die Dachböden von älteren städtischen Mietshäusern früher regelmäßig zum Trocknen von Wäsche genutzt wurden, bleiben sie heute in vielen Fällen ungenutzt oder werden als (End-)Lager für nicht mehr benötigte Gegenstände benutzt, was eine Gefahr in Hinblick auf den Brandschutz darstellt. Der Dachgeschossausbau ist in Deutschland und Österreich in den Bauordnungen der Bundesländer geregelt.

## Merkmale
Da vor allem in den Gründerzeitvierteln großer Städte Wohnraum knapp und teuer ist, bestehen in vielen Städten Programme zur Umwandlung dieser ungenutzten Flächen in Wohnungen. Abhängig von der Art der Dachkonstruktion sind die Raumhöhen in vielen Fällen für eine Nutzung als Aufenthaltsraum ausreichend.
Während die Schaffung von Wohnraum in Innenstadtbezirken durch Dachgeschossausbauten ein weitgehend unumstrittenes Ziel der Stadtplanung darstellt und deshalb in vielen Städten auch gefördert wird, kann die Art und Weise der Umsetzung Konflikte auslösen. So ist es zur Belichtung der künftigen Wohnräume erforderlich, zusätzliche Dachflächenfenster oder Gauben einzubauen, was die Geometrie der Dachlandschaft verändert und vor allem bei denkmalgeschützten Ensembles unerwünschte Folgen für das städtebauliche Erscheinungsbild haben kann. Dachgeschossausbau führt deshalb häufig zur Konfrontation unterschiedlicher wirtschaftlicher und ästhetischer Interessen, etwa des Strebens nach Maximierung der erzielbaren Kubatur mit den Anpassungsforderungen des Denkmal- und Ensembleschutzes.
Ein weiteres im Zusammenhang mit dem Dachgeschossausbau auftretendes, potentiell konfliktträchtiges Phänomen ist die Tendenz zur Schaffung von Luxuswohnungen in ausgebauten Dachgeschossen, etwa in Form von zusammenhängenden Penthouses oder Maisonettewohnungen. Auch bauliche Besonderheiten wie etwa Dachterrassen schaffen sehr attraktiven und damit sehr teuer vermietbaren Wohnraum. Der Zuzug der hierbei angesprochenen Zielgruppe kann in Stadtteilen mit sensiblen sozialen Milieus Gentrifizierungseffekte, also die Verdrängung der bisherigen Bevölkerung, auslösen.